# Wypady podczas II oblężenia Twierdzy Przemyśl
Wypady podczas II oblężenia Twierdzy Przemyśl – akcje zaczepne organizowane przez austro-węgierską załogę Twierdzy Przemyśl przeciwko wojskom rosyjskim podczas II oblężenia Twierdzy Przemyśl.

## Rozpoczęcie II oblężenia
5 listopada 1914 roku twierdza została powtórnie otoczona przez wojska rosyjskie. W Twierdzy przebywało wówczas 135 tysięcy żołnierzy, 18 tysięcy ludności cywilnej, 2 tysiące jeńców (część chorych na cholerę) oraz 14,5 tysiąca koni. Mimo iż sytuacja była znacznie gorsza niż przy I oblężeniu wskutek naruszenia zapasów żywności, chorób, oraz zniszczeń fortyfikacji, dowódca twierdzy generał Hermann Kusmanek sądził, że i tym razem uda się mu doczekać odsieczy.
Tym razem jednak Rosjanie wyciągnęli wnioski z bolesnej porażki na początku października i nie zamierzali wcale szturmować twierdzy. Początkowo blokowali ją siłami wydzielonymi z 11., 3. i 8 Armii, następnie zaś – nie chcąc zatrzymywać doborowych polowych jednostek – przeznaczyli do tego celu specjalną Armię Oblężniczą pod dowództwem generała Andrieja Sieliwanowa, której stan liczebny był zmienny, artylerię zaś stanowiło 300 dział polowych dużego kalibru. 
Nie były to siły mogące zdobyć twierdzę szturmem, lecz wystarczająco duże, aby uniemożliwić jej kontakt ze światem i zamorzyć głodem w czasie długiej, zimowej blokady. Naczelna kwatera rosyjskiego dowództwa usadowiła się w Rudnikach koło Mościsk, żołnierze zaś zabrali się do budowy okopów i leży zimowych.
W tej sytuacji Kusmanek uznał za bezcelowe bierne oczekiwanie na rozwój wydarzeń i przeszedł do aktywnych działań, organizując szereg wypadów, których celem było odzyskanie niektórych ważnych strategicznie punktów, zmuszenie przeciwnika do ściągnięcia pod twierdzę większych sił z pierwszej linii frontu i podniesienie morale własnej załogi. Przez cały czas oblężenia twierdza utrzymywała kontakt lotniczy z Generalnym Dowództwem, dzięki czemu wszystkie akcje zaczepne jej załogi były uzgodnione i zsynchronizowane z działaniami wojennymi na froncie. Takich większych akcji dowództwo twierdzy zorganizowało sześć.

## Pierwszy wypad
Pierwszy wypad zorganizowano 14 listopada. Jego celem było zakłócenie przemarszu oddziałów rosyjskiej 3 Armii, która przeprawiała się przez San na północ od Przemyśla, zmierzając w kierunku zachodnim. W ten sposób Kusmanek pragnął pomóc zaczynającej się austro-węgierskiej operacji nazywanej potem bitwą o Kraków. Wypadu dokonano siłami 15 batalionów piechoty i 8 baterii artylerii. Bez problemu rozbito ubezpieczenia rosyjskie i dotarto aż do linii Rokietnica-Tapin-Zamiechów. Tu jednak okazało się, że 3 Armia nie przeprawia się w spodziewanym przez Kusmanka miejscu. Wobec tego, po zniszczeniu rosyjskich umocnień i spaleniu okolicznych wiosek, oddziały powróciły bezpiecznie do twierdzy.

## Drugi wypad
Drugi wypad nastąpił 20 listopada. Jego celem było nękanie przeciwnika i uzyskanie informacji o rozmieszczeniu wojsk oblegających, oraz wykrycie słabych punktów oblężenia. Skierowano go na miejscowość Bircza. Był on mniej szczęśliwy od poprzedniego. Wprawdzie wzięto 132 jeńców, lecz utracono jednocześnie ponad 100 własnych zabitych i rannych. Ten ponowny atak na pozycje rosyjskie rozdrażnił przeciwnika i sprowokował go do akcji zaczepnej, która miała miejsce 28 listopada i zakończyła się jego sukcesem. Rosjanie zaatakowali, zdobyli i utrzymali pozycję „Na górach Batycze”, a także odparli próby jej odbicia przez 12 batalionów austro-węgierskich.

## Trzeci wypad
Trzeci wypad miał miejsce 9 grudnia, w czasie kryzysu toczącej się bitwy pod Łapanowem i Limanową. Był on znacznie poważniejszy od dotychczasowych. Wzięło w nim udział 20 batalionów piechoty, 15 baterii artylerii i 2 szwadrony jazdy. Akcja była uzgodniona z dowódcą austro-węgierskiej 3 Armii generałem Svetozarem Boroeviciem i miała nie dopuścić do przerzucenia na front karpacki rosyjskiej 81 Dywizji Piechoty. Nie odniosła ona jednak sukcesu, gdyż na skutek szalejącej śnieżycy oddziały wypadowe zostały ostrzelane przez własną artylerię.

## Czwarty wypad
Czwarty i największy wypad w kierunku Birczy nastąpił 15 grudnia. Tym razem nie chodziło o osiągnięcie doraźnych korzyści, lecz o przerwanie pierścienia oblężenia i połączenie się z głównym trzonem wojsk austro-węgierskich, które właśnie odniosły sukces w bitwie pod Limanową i kontynuowały ofensywę zmierzającą do odbicia wschodniej Galicji. Wzięły w nim udział aż 24 bataliony piechoty wspierane 15 bateriami artylerii. 
Choć wypad był starannie przygotowany i utrzymywano go do ostatniej chwili w tajemnicy, to jednak Rosjanie byli o nim uprzedzeni dzięki swej siatce szpiegowskiej działającej wewnątrz twierdzy i nie dali się zaskoczyć. Uderzenie wyszło o godzinie 6:00 rano, po czym po zajęciu wysuniętych pozycji rosyjskich na Popielnej Górze, utknęło pod Rokszycami i Witoszyńcami. Prowadzący go węgierscy piechurzy utknęli tu i przełamali opór dopiero następnego dnia. 17 grudnia nastąpiło ostateczne zahamowanie akcji. Honwedzi zajęli co prawda daleko położone wzgórze Kopystańkę i utrzymali ją mimo wściekłych kontrataków Rosjan, lecz nie mogli postąpić dalej. 
Następnego dnia miał miejsce silny kontratak wojsk carskich, który osadził w miejscu akcję wypadową. Węgrzy z trudem utrzymywali się na linii Paportenka-Brylińce-Stuczyna, licząc jedynie na nadejście spodziewanej od południa odsieczy. Zamiast niej otrzymano jednak informacje, że została ona powstrzymana w pobliżu Sanoka i Liska, a więc 20 kilometrów od osiągniętych przez wypad linii. W tej sytuacji dalsze kontynuowanie natarcia byłoby bezcelowe, zwłaszcza iż nieprzyjaciel zagroził właśnie północnej linii obronnej. Wieczorem odwołano więc wyczerpane oddziały na pozycje wyjściowe. 
Wypad kosztował ponad 1000 zabitych, choć przyprowadzono 233 jeńców. Tymczasem korzystając z zaangażowania większości zdolnych do walki żołnierzy austro-węgierskich na południu, Rosjanie zaatakowali na północy i opanowali wzgórze 264 „Na Górach” koło Hnatkowic, zabezpieczając ostatecznie swobodne przemarsze swych wojsk w kierunku Krakowa. Pomimo usilnych kontrataków prowadzonych do 22 grudnia honwedzi nie mogli go odbić. 
Ostatecznie cała akcja od 15–22 grudnia kosztowała dalsze 5 tysięcy rannych, zabitych i zaginionych, a jej rezultat był negatywny: nie tylko nie rozerwano pierścienia, lecz dodatkowo stracono kontrolę nad ważnym szlakiem komunikacyjnym.

## Piąty wypad
Piąty wypad podjęto, licząc że poprzednie zwycięstwo uśpi czujność Rosjan. Nastąpił on więc już 28 grudnia. Tym razem rezultaty były jeszcze gorsze. Grupa szturmowa, złożona z 15 batalionów zdołała jedynie dotrzeć do pierwszych linii wroga i nie była w stanie przebyć zapory ogniowej stworzonej przez przeciwnika, tracąc dalszych 300 ludzi.

## Szósty wypad
Powodem zaplanowania szóstego wypadu był zły stan załogi, spowodowany chorobami, i brakami żywności. Dlatego zaplanowano uderzenie w kierunku wschodnim – jak przypuszczano, najmniej bronionym, płaskim i umożliwiającym zaskoczenia przeciwnika. Poza tym liczono, że właśnie w okolicy Mościsk znajdują się magazyny żywności oblegających wojsk rosyjskich, których zniszczenie obniżyłoby morale Rosjan, jak również spodziewano się w sprzyjających warunkach połączyć się z armią generała Karla Pflanzer-Baltina.
W ten sposób doszło do szóstego i ostatniego wypadu w dniu 19 marca 1915 roku. Plan desperackiego uderzenia był następujący: wybrane oddziały szturmowe bez przygotowania artyleryjskiego miały zbliżyć się bezszelestnie do pierwszej linii nieprzyjaciela, sforsować umocnienia i złamać jego opór w walce wręcz. Za nimi ruszyć miała cała masa zdatniejszych do walki żołnierzy otwierając drogę reszcie załogi. Każdy otrzymał po trzy konserwy mięsne jako wyżywienie na drogę, co pozwolić miało na dotarcie do zbawiennych magazynów w Mościskach. W oddziałach czołowych mieli się znaleźć tradycyjnie honwedzi z 23 Dywizji Piechoty Honvedu, za nimi zaś miały ruszyć: kombinowana dywizja generała Weitzendorfera, 97 Brygada Landsturmu generała majora Webera, 108 Brygada Pospolitego Ruszenia pułkownika Martinka i kombinowana brygada majora Kloibera. Dalsze działania miało wspierać 18 baterii artylerii. 
Wykonanie planu odbiegało jednak od założeń wstępnych. Większość wygłodzonych żołnierzy, pomimo kategorycznego zakazu, od razu zjadła rozdane konserwy, co spowodowało powszechny rozstrój ich żołądków, biegunkę, a nawet wypadki śmiertelne. Saperzy zaś wykonali zbyt wąskie przejście przez zasieki i pola minowe, co spowodowało znaczne opóźnienie w wychodzeniu oddziałów na pozycje wyjściowe. Na skutek tego uderzenie nastąpiło w szarzejącym poranku zamiast w ciemnościach nocnych, co znacznie osłabiło efekt zaskoczenia. Mimo to Węgrzy śmiało wzięli z marszu pierwsze linie rosyjskie i ruszyli ku głównym umocnieniom wroga. Ten jednak nie dał się zaskoczyć. Atakujących przywitał gęsty ogień artylerii i karabinów, powodując od razu katastrofalne straty. Gdy mimo to czołówki wdarły się w okopy nieprzyjaciela, odwaga ich okazała się daremna wobec jego znacznej przewagi liczebnej i kondycyjnej. Stało się jasne, iż mimo usiłowania zachowania tajemnicy plan ataku przeniknął w jakiś sposób do Rosjan i byli nań doskonale przygotowani. Desperacki atak wciąż jednak trwał, gdyż załoga Przemyśla zdawała sobie sprawę, iż jest on jej ostatnią szansą. Po siedmiu godzinach walki przemienił się on jednak w beznadziejną rzeź. W tej sytuacji Kusmanek wydał rozkaz przerwania walki i powrotu do twierdzy. Skutki okazały się jednak tragiczne: z 8500 żołnierzy 23 Dywizji Piechoty Honvedu powróciło jedynie 2662. Wielkie straty poniosły także inne jednostki uczestniczące w akcji. O godzinie 14:00 ostatnie oddziały biorące udział w wypadzie powróciły za linię pierścienia, a artyleria forteczna udaremniła planowany przez Rosjan kontratak. Nie zmieniło to jednak faktu, że twierdza utraciła ostatnich najlepszych obrońców i nie było już żadnej nadziei na przebicie.

## Wstrzymanie akcji zaczepnych
Wobec pogarszania się kondycji niedożywionych żołnierzy, niezdolnych do dłuższego wysiłku i kolejnego cofnięcia się głównych sił austro-węgierskich na linię Karpat, Kusmanek zawiesił na razie wszelkie akcje ofensywne starając się jedynie poprawić stan obronny samej twierdzy. Wzmożono więc akcje represyjne przeciw wszelkim przejawom nielojalności, a w szczególności przeciw dywersji, szpiegostwu i dezercji. Wprowadzano kolejne obniżenia racji żywnościowych. W końcu 23 marca 1915 Twierdza Przemyśl skapitulowała.